# Vera Rubin
Vera Cooper Rubin (Filadélfia, 23 de julho de 1928 – Princeton, 25 de dezembro de 2016) foi uma astrônoma estadunidense, pioneira no estudo das curvas de rotação de galáxias espirais. Sua principal contribuição foi mostrar de maneira convincente que a velocidade de rotação nas regiões externas destas galáxias é muito maior que aquela que seria produzida por suas estrelas. Essa discrepância é considerada uma das principais evidências da existência de matéria escura.

## Primeiros anos e educação
Vera Rubin nasceu no ano de 1928. Seu pai, Philip Cooper, foi engenheiro eletricista, nascido em Vilnius, Lituânia. Sua mãe, Rose Applebaum, nascida na Bessarábia, trabalhava na Companhia Bell de telefonia, calculando quilometragens de linhas telefônicas. Vera Rubin realizou seus estudos de graduação na Vassar College, e tentou se matricular no programa de pós-graduação de Princeton, mas nunca obteve resposta, pois esta universidade não aceitava mulheres em seu programa de pós-graduação até os anos 1975.
Começou o mestrado na Universidade Cornell, estudando física sob orientação de Philip Morrison, Richard Feynman e Hans Bethe. Completou seus estudos em 1951, durante os quais fez a primeira observação de desvios do fluxo de Hubble no movimento de galáxias, argumentando que estas galáxias poderiam ter um movimento de rotação ao redor de centros gravitacionais desconhecidos, e não estarem se afastando apenas. A apresentação destas ideias não foi bem recebida. Vera Rubin realizou seu doutorado na Universidade de Georgetown, sob orientação de George Gamow. Em sua tese, defendida em 1954, concluiu que as galáxias se aglomeravam, ao invés de se distribuírem aleatoriamente no universo. A ideia da existência de aglomerados de galáxias não foi levada a sério por outros pesquisadores até duas décadas depois.

## Trabalho científico
Após sua formação, Rubin lecionou em Montgomery County Junior College, tendo trabalhado também na Universidade de Georgetown como pesquisadora assistente, e em 1962 tornou-se professora assistente. Além disso, em 1965, ela se tornou a primeira mulher com permissão para usar os instrumentos do Observatório Palomar. Antes disso, as mulheres não eram autorizadas a acessar essas instalações. Rubin foi membro sênior do DTM, Departament of Terrestrial Magnetism na Carnegie Institution of Washington, trabalhando na área de Dinâmica Galática e Extragalática.
Por volta de 1970, Vera Rubin realizou observações bastante precisas da velocidade de rotação das regiões externas da galáxia de Andrômeda e de outras. Com isso, descobriu a discrepância entre o movimento angular previsto de galáxias e o movimento observado. Esse fenômeno ficou conhecido como o problema de rotação das galáxias e seus cálculos mostraram que as galáxias devem conter uma quantidade significativa de matéria escura.

## O problema da rotação das galáxias
Rubin foi pioneira no estudo das taxas de rotação das galáxias. Sua magnum opus foi a descoberta da discrepância entre o movimento angular previsto e o movimento observado nas galáxias, estudando as curvas de rotação das galáxias. Esse fenômeno ficou conhecido como o problema da rotação das galáxias. Atualmente, a teoria da matéria escura é a candidata mais popular para explicar esse fenômeno. Fritz Zwicky é o "pai" da matéria escura e cunhou o termo do original alemão "Dunkle Materie", cerca de 80 anos atrás. Dr. Zwicky não tinha nenhum tipo de afiliação profissional com a Dra. Rubin. A teoria alternativa, MOND (Dinâmica newtoniana modificada) tem pouco apoio da comunidade científica. Rubin, no entanto, apoiava a teoria MOND, afirmando "se eu pudesse escolher, eu gostaria de aprender que as leis de Newton podem ser modificadas para descrever corretamente interações gravitacionais em longas distâncias. Isso é mais atraente que um universo cheio de um novo tipo de partículas subatômicas".

## Religião
Rubin seguia o judaísmo, e não via conflito entre ciência e religião. Em uma entrevista, ela afirmou: "Na minha vida, ciência e religião estão separadas. Eu sou judia, então religião para mim é um tipo de código moral e história. Eu tento fazer o meu trabalho científico de uma maneira ética e acredito que, idealmente, a ciência deveria ser vista como algo que nos auxilia a entender o nosso papel no universo".

## Honras
Premiações
- Prêmio Dickson de Ciências (1993)
- Medalha Nacional de Ciências (1993)
- Henry Norris Russell Lectureship (1994)
- Medalha de Ouro da Royal Astronomical Society (1996). Foi a segunda mulher a receber essa medalha, a primeira foi Caroline Herschel em 1828.
- Prêmio Weizmann de Mulheres na Ciência (1996)[3]
- Prêmio Gruber de Cosmologia (2002)
- Medalha Bruce (2003)
- Medalha James Craig Watson (2004)

Nomeados em sua homenagem
- Asteroide 5726 Rubin
- Efeito Rubin-Ford

Aclamação Pública
- No primeiro episódio da vigésima segunda temporada dos Simpsons, Milhouse cita "Vers Rubin" (sic) como sua escolha para o prêmio Nobel de física de 2010.

## Morte
Vera morreu aos 88 anos, em 25 de dezembro de 2016.

## Publicações

### Livros
- Rubin, Vera (1997). Bright Galaxies, Dark Matters. Col: Masters of Modern Physics. Woodbury, New York City: Springer Verlag/AIP Press. ISBN 978-1563962318
- Alan Lightman, Roberta Brawer (1992). Origins: The Lives and Worlds of Modern Cosmologists. [S.l.]: Harvard University Press. ISBN 9780674644717

### Artigos
A seguir, uma pequena seleção de artigos selecionados pelos cientistas e historiadores do projeto CWP (Contributions of 20-th Century Women to Physics), como representativos de seus escritos mais importantes; Rubin publicou mais de 150 artigos científicos.
- Rubin, Vera; Ford, W. Kent Jr. (1970). «Rotation of the Andromeda Nebula from a Spectroscopic Survey of Emission Regions». The Astrophysical Journal. 159: 379ff. Bibcode:1970ApJ...159..379R. doi:10.1086/150317
- Rubin, Vera; Roberts, M. S.; Graham, J. A.; Ford Jr., W. K.; Thonnard, N. (1976). «Motion of the Galaxy and the Local Group Determined from the Velocity Anisotropy of Distant Sc I Galaxies. I. The Data». The Astronomical Journal. 81: 687. Bibcode:1976AJ.....81..687R. doi:10.1086/111942
- Rubin, Vera; Roberts, M. S.; Graham, J. A.; Ford Jr., W. K.; Thonnard, N. (1976). «Motion of the Galaxy and the Local Group Determined from the Velocity Anisotropy of Distant Sc I Galaxies. II. The Analysis for the Motion». The Astronomical Journal. 81: 719ff. Bibcode:1976AJ.....81..719R. doi:10.1086/111943
- Rubin, Vera; Thonnard, N.; Ford, Jr., W. K. (1980). «Rotational Properties of 21 SC Galaxies With a Large Range of Luminosities and Radii, From NGC 4605 (R=4kpc) to UGC 2885 (R=122kpc)». The Astrophysical Journal. 238: 471ff. Bibcode:1980ApJ...238..471R. doi:10.1086/158003
- Rubin, Vera; Burstein, D.; Ford, Jr., W. K.; Thonnard, N. (1985). «Rotation Velocities of 16 SA Galaxies and a Comparison of Sa, Sb, and SC Rotation Properties». The Astrophysical Journal. 289: 81ff. Bibcode:1985ApJ...289...81R. doi:10.1086/162866
- Rubin, Vera; Graham, J. A.; Kenney, J.D. P. (1992). «Cospatial Counterrotating Stellar Disks in the Virgo E7/S0 Galaxy NGC 4550». The Astrophysical Journal. 394: L9–L12. Bibcode:1992ApJ...394L...9R. doi:10.1086/186460
- Rubin, Vera (1995). «A Century of Galaxy Spectroscopy». The Astrophysical Journal. 451: 419ff. Bibcode:1995ApJ...451..419R. doi:10.1086/176230 The abstract of this is also generally available.[5]